# Philadelphia (Missisipi)
Philadelphia – miasto w Stanach Zjednoczonych, w stanie Missisipi, siedziba administracyjna hrabstwa Neshoba.